# St. Nikolai (Altenstadt)

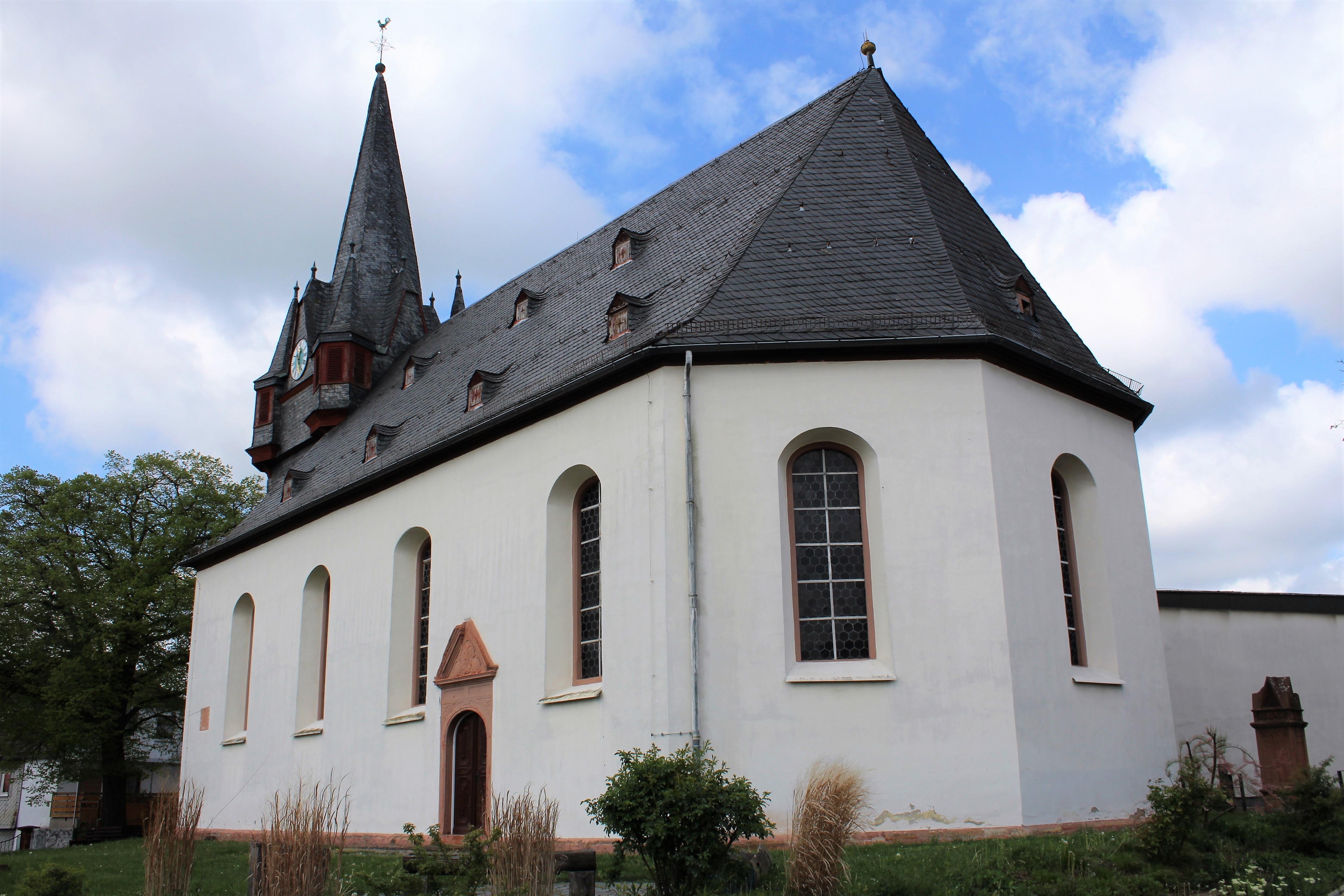
St.-Nikolai-Kirche von Südosten

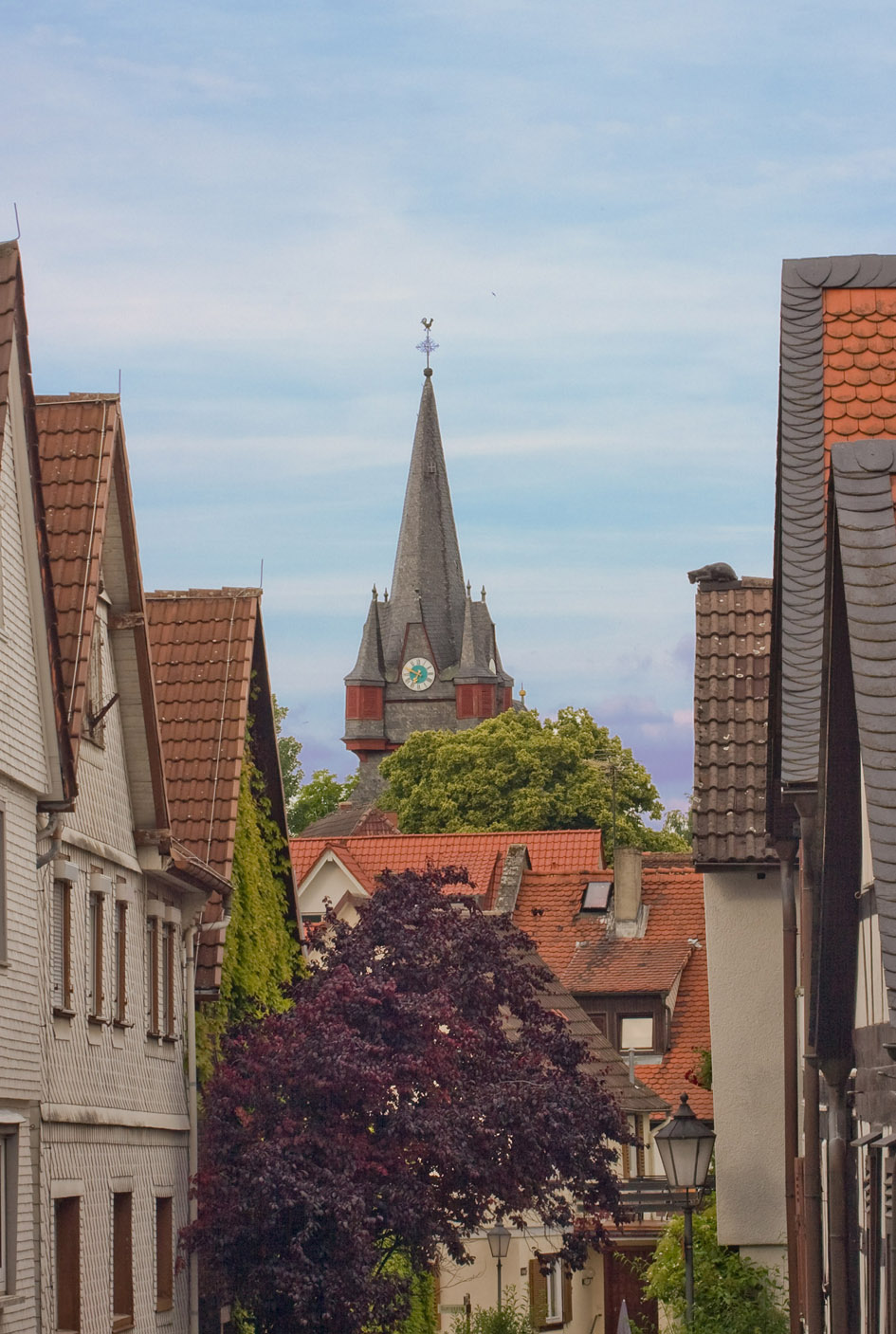
Ansicht von Westen

Die evangelische Pfarrkirche St. Nikolai steht in Altenstadt im Wetteraukreis in Hessen. Die barocke Saalkirche mit spätgotischem wehrhaften Westturm ist aus geschichtlichen und künstlerischen Gründen hessisches Kulturdenkmal. Die evangelisch-lutherische Kirchengemeinde gehört zum Dekanat Büdinger Land in der Propstei Oberhessen der Evangelischen Kirche in Hessen und Nassau.

## Geschichte
Altenstadt gehörte im späten Mittelalter zum Kirchspiel Rodenbach im Dekanat Roßdorf im Archidiakonat von St. Maria ad Gradus in Mainz. Das Sendgericht wurde zu Beginn des 16. Jahrhunderts nach Altenstadt verlegt.
Mit Einführung der Reformation wechselte die Kirchengemeinde zum evangelischen Bekenntnis. Erster evangelischer Pfarrer war Eberhard Hoen (Gallus), der 1549–1565 als Pfarrer in Rodenbach wirkte.
In den Jahren 1718–1720 wurde das mittelalterliche Kirchenschiff durch ein barockes ersetzt. Die Einweihung erfolgte am 16. Oktober 1720. Der Westturm blieb erhalten. 1773 und 1857 folgten Renovierungen. Bei der Renovierung von 1857 wurden alle Ausstattungsstücke aus Holz gestrichen und die Gemälde an den Emporenbrüstungen übermalt. Nur das große Abendmahlsbild blieb sichtbar, das von den Bildern der Reformatoren Martin Luther und Philipp Melanchthon, die Pfarrer Franz Hoffmann 1884 gestiftet hatte, flankiert wurde.
Eine umfangreiche Renovierung des Innenraumes wurde 1910 durchgeführt. Während dieser Zeit fanden die Gottesdienste in einer Gastwirtschaft statt. Die übermalten Emporenbilder wurden von Kirchenmaler Walter Weis wieder freigelegt und aufgefrischt. Während des Zweiten Weltkriegs wurde die Kirche von Granatsplittern getroffen, die das Dach und Fenster sowie Teile der Inventarstücke beschädigten. Eine Innenrenovierung im Jahr 1949 beseitigte die Kriegsschäden. Eine weitere Innenrenovierung fand 1978/1979 statt.

## Architektur

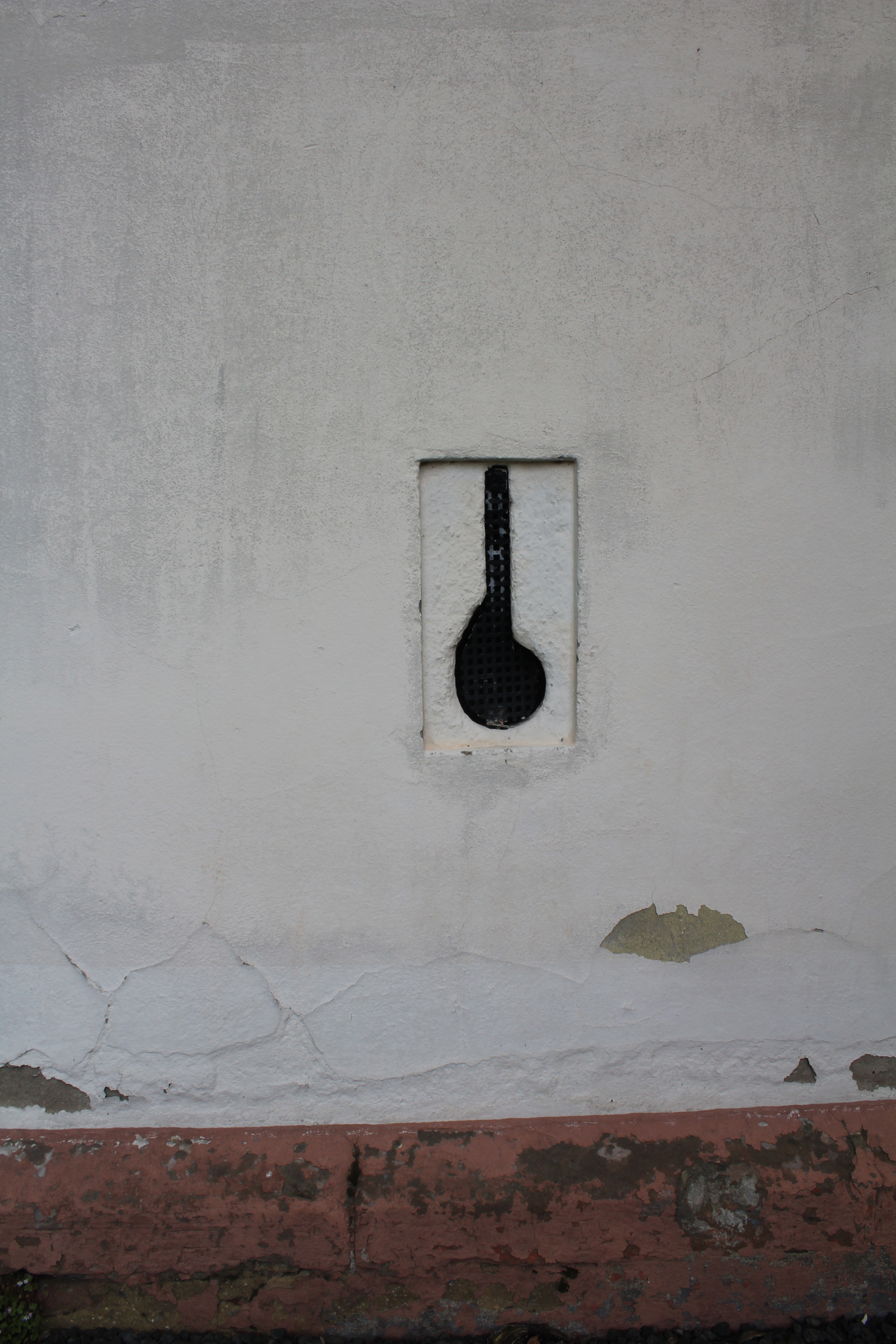
Schießscharte im Westturm

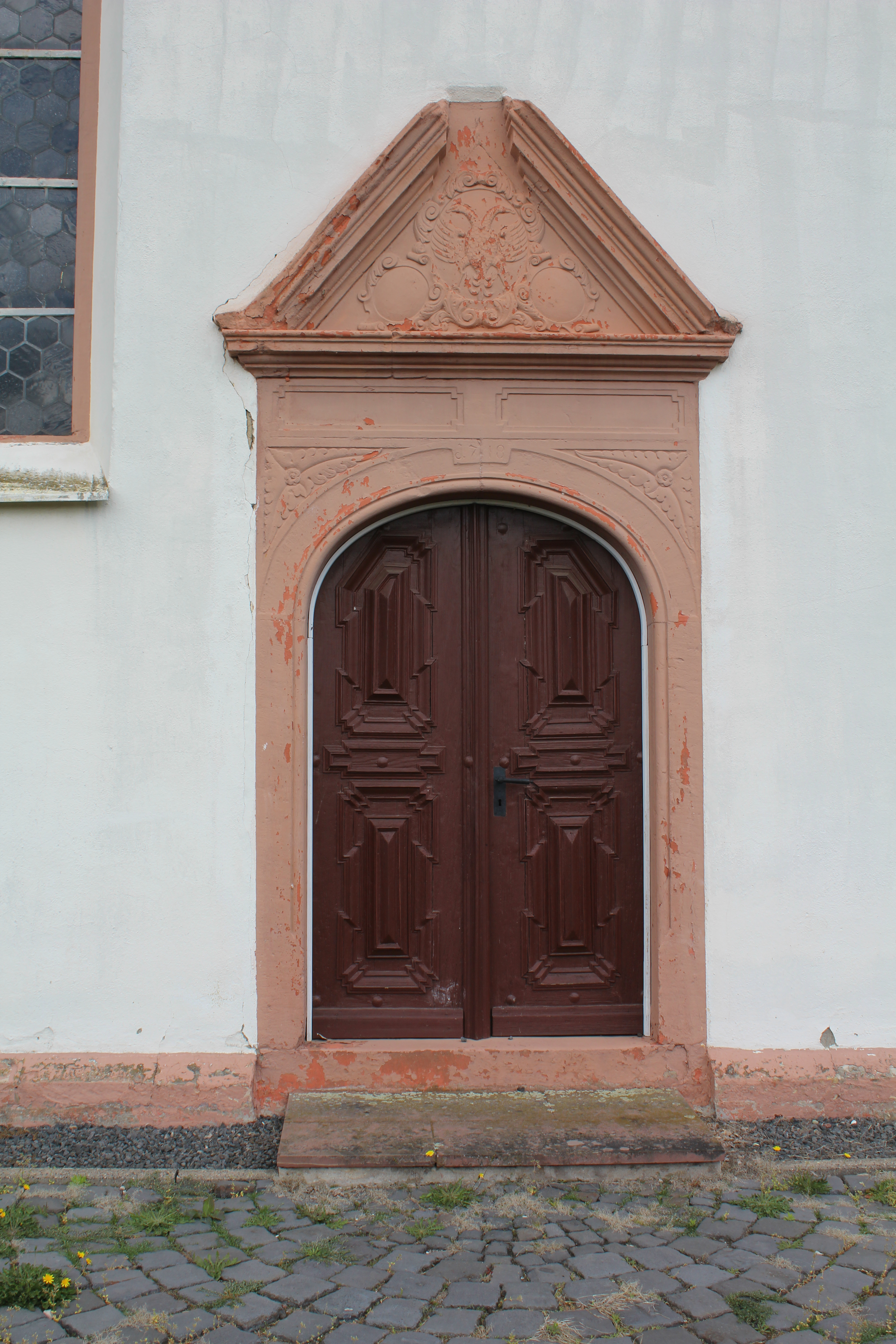
Barockes Südportal

Die nicht genau geostete, sondern etwas nach Ost-Nordost ausgerichtete, weiß verputzte Kirche steht an einer repräsentativen Stelle im Ortszentrum. Sie wird von einem ehemals umwehrten Friedhof umgeben.
Der schlichte barocke Saalbau mit dreiseitigem Chorschluss wurde von 1718 bis 1720 errichtet. Dem verschieferten Satteldach sind kleine Gauben aufgesetzt. Über dem Südportal aus rotem Sandstein, das mit der Jahreszahl 1718 bezeichnet ist, ist im gesprengten Dreiecksgiebel das Wappen der Reichsburg Friedberg mit dem doppelköpfige Adler zwischen Rocaillen zu sehen. Die zweiflügelige Kassettentür stammt aus der Bauzeit. Das Langhaus wird durch hohe Fenster mit Stichbogen belichtet.
Der ungegliederte Westturm vom Ende des 15. Jahrhunderts ist mit Schießscharten und schmalen Fenstern ausgestattet. Die Turmhalle wird durch zwei spitzbogige Portale, deren alte Beschläge erhalten sind, erschlossen. Über dem massiven Unterbau befinden sich die in Fachwerk ausgeführte ehemalige Türmerwohnung und die Glockenstube. An allen vier Ecken des Helmaufbaus stehen gaubenartige Ecktürmchen. Zwischen ihnen vermitteln steile Giebel, an denen die Zifferblätter der Turmuhr angebracht sind, zum oktogonalen Spitzhelm, der von einem Turmknauf, einem verzierten Kreuz und einem Wetterhahn bekrönt wird. Den vier Giebeln und vier Türmchen sind kleine Kugelspitzen aufgesetzt. Der gesamte Helmaufbau ist vollständig verschiefert.
Die Glockenstube beherbergt ein Dreiergeläut. Die größte und älteste Glocke wurde 1733 von Philipp Schweitzer in Werdorf gegossen (gis1) und trägt die Inschrift: „KOMMET LAST VNS AVF DEN BERG DES HERRN GEHEN ZVM HAVSE DES GOTTES 1ACOB DAS / ER VNS LEHRE SEINE WEGE VND WIR WANDELEN AVF SEINEN STEIGEN . JESAJA . KAP . 2 V. 3 . ANNO 1733 . IN GOTTES NAMEN FLOS ICH, PH. SCHWEITZER IN WERDORF GOS MICH .“ Dazu kamen zwei kleinere Glocken von Johann Peter und Johann Georg Bach aus den Jahren 1752 und 1801. Letztere wurden nach kriegsbedingten Verlusten 1925 von Christian Störmer aus Erfurt (erhöhtes cis2) sowie 1953 von den Gebr. Rincker (h1) neu gegossen.

## Ausstattung
Die barocke Kirchenausstattung ist weitgehend erhalten. Im Inneren ist eine dreiseitig umlaufende, hölzerne Empore auf Rundsäulen eingebaut; die Südwand ist ausgespart für das Seitenportal und als Aufstellungsort für die Kanzel. 27 der insgesamt 29 Gemälde an den Emporenbrüstungen sind Arbeiten von Johann Jacob Hauck (* 1694; † nach 1761) aus dem Jahr 1720, deren Vorlage nicht auszumachen ist. Neun von ihnen sind an der Westempore (jeweils 0,65 × 0,75 Meter), zwölf an der Nordempore und acht an der Ostempore (jeweils 0,73 × 0,76 Meter) angebracht. Sie zeigen Szenen aus dem Alten und Neuen Testament sowie die vier Evangelisten. Auf Veranlassung von Heinrich Walbe wurden 1910 unterhalb der Bilder die betreffenden Bibelstellen angegeben. Das Bild mit den Emmausjüngern schuf Walter Weis (St. Ingbert) im Jahr 1910 und die Abendmahlsszene Kurt Scriba (Herbstein) 1962. Die Decke ist mit drei achteckigen Szenen aus den prophetischen Büchern Jesaja, Hesekiel und Joel geschmückt, die Hauck ebenfalls 1720 anfertigte.
Der liturgische Bereich ist um eine Stufe und der Blockaltar mit überstehender Mensaplatte um eine weitere Stufe erhöht. Das barocke Altargemälde von Hauck in Rundbogenform (1,09 × 1,35 Meter) zeigt die Kreuzigungsszene. Es wurde 1978 auf dem Altartisch angebracht. Der kelchförmige Taufstein von 1720 ist eine Arbeit von J. G. Moers. Die Muschelschale steht auf einem Schaft, der mit Akanthus verziert ist. Die polygonale, marmoriert gefasste Kanzel mit sechseckigem Schalldeckel ist eine Arbeit von 1666. Der Kanzelkorb ruht auf einer gedrehten Säule. Freisäulen gliedern die kassettierten Kanzelfelder. Der Schreiner J. Kreß baute das blau gefasste Kirchengestühl von 1719 bis 1720 mit geschnitzten Wangen. Auch das Chorgestühl unter der Ostempore ist bauzeitlich.
Der Reliefgrabstein wurde für Phillip Stamm († 1573) angefertigt.

## Orgel

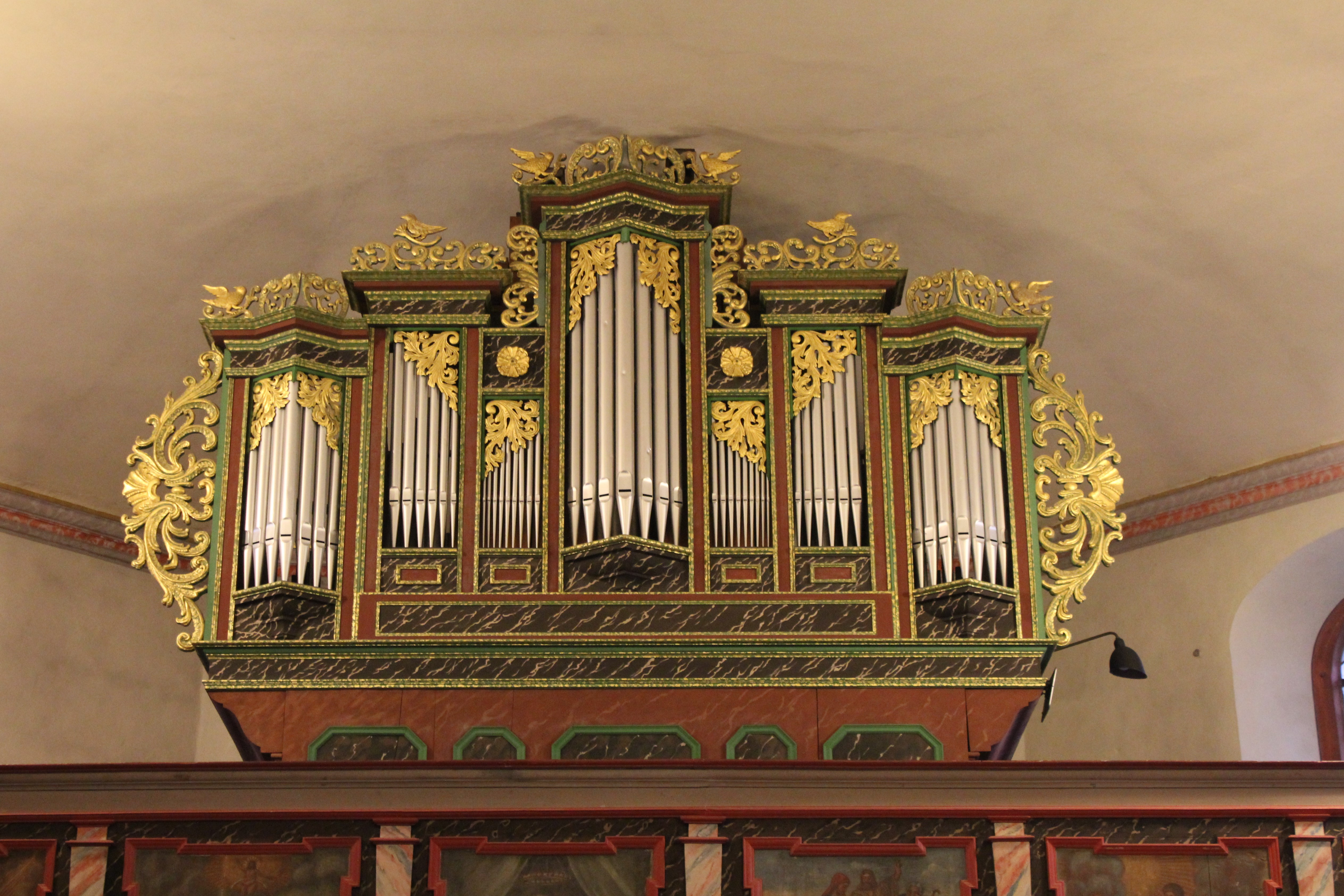

Johann Friedrich Macrander baute 1712 für die alte Kirche eine Orgel und im selben Jahr ein Werk für das benachbarte Lindheim. 1710 hatte er eine Orgel in Frankfurt-Rödelheim fertiggestellt. Sein Werk in Altenstadt verfügte über zehn Register auf einem Manual und Pedal. Im Zuge des Kirchenneubaus wurde das Instrument im Rathaus eingelagert. Es erhielt bei seiner Aufstellung im Jahr 1719 neue Flügel von Kreß, der zudem die reich verzierten Schleierbretter schuf. 1910 baute Heinrich Bechstein aus Groß-Umstadt ein neues Werk mit zwei Manualen hinter dem barocken Prospekt, der durch seitliche Pfeifenfelder erweitert wurde. 1981 wurde bei der Renovierung der Orgel die Gambe 8′ durch eine Oktave 2′ ersetzt; die Gambe blieb erhalten. Die Disposition lautet seitdem wie folgt:
| I Manual C–f3 |       |
| Prinzipal     | 8′    |
| Bordun        | 8′    |
| Oktave        | 4′    |
| Flöte         | 4′    |
| Oktave        | 2′    |
| Mixtur III    | 2 ⁄3′ |

| II Manual C–f3  |    |
| Geigenprinzipal | 8′ |
| Gedackt         | 8′ |
| Salicional      | 8′ |
| Rohrflöte       | 4′ |
| Tremulant       |    |

| Pedal C–d1 |     |
| Subbass    | 16′ |
| Violonbass | 8′  |

- Koppeln: II/I, Superoktavkoppel I/I, Suboktavkoppel II/I, I/P, II/P